# كلوكساسلين
كلوكساسيلين هو مضاد حيوي مفيد لعلاج عدد من الالتهابات البكتيرية. بما فيها القوباء والتهاب النسيج الخلوي والالتهاب الرئوي والتهاب المفاصل الإنتاني والتهاب الأذن الخارجية. وهو غير فعال للمكورات العنقودية الذهبية المقاومة للميثيسيلين (MRSA). يؤخد عن طريق الفم أو الحقن.
تشمل الآثار الجانبية الغثيان والإسهال والحساسية بما في ذلك الحساسية المفرطة. لا ينصح به لدى الأشخاص الذين لديهم حساسية من البنسلين. قد يسبب الاسهال المرتبط بالمطثية العسيرة أيضًا. لا ينصح به لدى الأشخاص الذين لديهم حساسية من البنسلين. الاستخدام أثناء الحمل آمن نسبيًا. كلوكساسلين ضمن عائلة الأدوية البنسلين.
حصل كلوكساسلين على براءة اختراع في عام 1960 وتمت الموافقة عليه للاستخدام الطبي في عام 1965. وهو مدرج في قائمة الأدوية الأساسية لمنظمة الصحة العالمية، وهي الأدوية الأكثر أمانًا والأكثر فعالية اللازمة في النظام الصحي. تبلغ تكلفة الجملة في العالم النامي حوالي 0.16 دولار أمريكي يوميًا للحبوب. لا يتوفر تجاريًا في الولايات المتحدة.

## آلية العمل
هو شبه صناعي ومن نفس فئة البنسلين. يستخدم كلوكساسلين ضد المكورات العنقودية التي تنتج بيتا لاكتاماز، بسبب سلسلة R الكبيرة، والتي لا تسمح لترابط لبيتا لاكتاماز. يحتوي هذا الدواء على نشاط مضاد للجراثيم أضعف من بنزيل بنسيلين، وخالي من السمية الخطيرة باستثناء تفاعلات الحساسية.

## المجتمع والثقافة
أُكتشاف وتطور كلوكساسلين بواسطة بيشام (الآن غلاكسو سميث كلاين).
يباع تحت عدد من الأسماء التجارية، بما في ذلك كلوكسابن وكلوكساكاب وأوربنين.